# 302 Clarissa
A 302 Clarissa a Naprendszer kisbolygóövében található aszteroida. Auguste Charlois fedezte fel 1890. november 14-én.